# Doppleschwand
Doppleschwand är en ort och kommun i distriktet Entlebuch i kantonen Luzern, Schweiz. Kommunen har 830 invånare (2023).